# دينيس هوبر
دينيس هوبر (بالإنجليزية: Dennis Hopper)‏ (17 مايو 1937 - 29 مايو 2010)، ممثل ومخرج أمريكي.

## السيرة السينمائية
كان أول ظهور تلفزيوني له العام 1955 حيث مثل في فيلمين من بطولة جيمس دين الأول هو متمرد بدون سبب Rebel Without a Cause في 1955 و«جاينت» Giant في 1956. وفي السنوات العشر التالية ظهر هوبر كضيف في عدد من الأدوار التلفزيونية، وبنهاية الستينيات قدم عدد من الأدوار المساندة في عدد من الأفلام.
قام ببطولة وإخراج فيلم «إيزي رايد» Easy Rider في 1969. الفيلم حقق جائزة في مهرجان كان السينمائي، كما تم ترشيحه لجائزة الأوسكار كأفضل كتابة (أفضل سيناريو أصلي) في نفس السنة.
ظهوره في فيلم أبوكاليبس ناو (1979) جذب الانتباه إليه، ظهر لاحقا في عدة أفلام بينها «رمّبل فيش» Rumble Fish من إخراج فرانسيس فورد كوبولا في 1983 و «أوسترمن ويكيند» The Osterman Weekend في نفس السنة. كما حاز على تقدير من جانب النقاد عن أدواره في أفلام من قبيل «بلو فلفت» Blue Velvet في 1986 للمخرج ديفيد لينش، و«هوزيرز» Hoosiers في نفس السنة، إضافة لترشيحه عن دوره بالفيلم الأخير لجائزة الأوسكار كأفضل ممثل مساعد.
قام بإخراج فيلم «كَلورز» Colors العام 1988، كما لعب دور الشرير في فيلم «سبييد» Speed في 1994. من أواخر أعماله المسلسل التلفزيوني «كراش» Crash.

## الحياة الشخصية
سبق لهوبر الزواج خمسة مرات، آخرها انتهى بالانفصال في يناير 2010 ولديه أربعة أبناء. في أكتوبر 2009 شُخِّصَت إصابته بمرض سرطان البروستات، وفي يناير 2010 ذكرت أنباء عن انتقال المرض إلى عظامه. لاحقا فقد هوبر الكثير من وزنه جرّاء شدة المرض ولم يتمكن من استكمال العلاج الكيميائي جراء ذلك.
أُعلن عن مفارقته الحياة عن عمر ناهز 74 في منزله بضاحية فينيسيا بلوس أنجليس في 29 مايو 2010 جرّاء مضاعفات المرض في مراحله الأخيرة.

## وصلات خارجية
- Dennis Hopper على موقع تي في.كوم

دينيس هوبر على موقع IMDb (الإنجليزية)
- دينيس هوبر على موقع ميتاكريتيك (الإنجليزية)
- دينيس هوبر على موقع الموسوعة البريطانية (الإنجليزية)
- دينيس هوبر على موقع روتن توميتوز (الإنجليزية)
- دينيس هوبر على موقع مونزينجر (الألمانية)
- دينيس هوبر على موقع قاعدة بيانات الأفلام العربية
- دينيس هوبر على موقع ألو سيني (الفرنسية)
- دينيس هوبر على موقع ميوزك برينز (الإنجليزية)
- دينيس هوبر على موقع تيرنر كلاسيك موفيز (الإنجليزية)
- دينيس هوبر على موقع أول موفي (الإنجليزية)